# 菲斯泰鲁欧
菲斯泰鲁欧（法語：Fustérouau，法語發音：[fysteʁwo]）是法国热尔省的一个市镇，属于米朗德区。

## 地理
菲斯泰鲁欧（43°41'5"N, 0°0'43"E）面积7.85 平方千米，位于法国奧克西塔尼大區热尔省，该省份为法国西南部内陆省份，北起顺时针与洛特-加龙省、塔恩-加龙省、上加龙省、上比利牛斯省、大西洋比利牛斯省和朗德省接壤。
与菲斯泰鲁欧接壤的市镇（或旧市镇、城区）包括：布宗-热勒纳沃、索尔贝特、泰尔姆达马尼亚克。

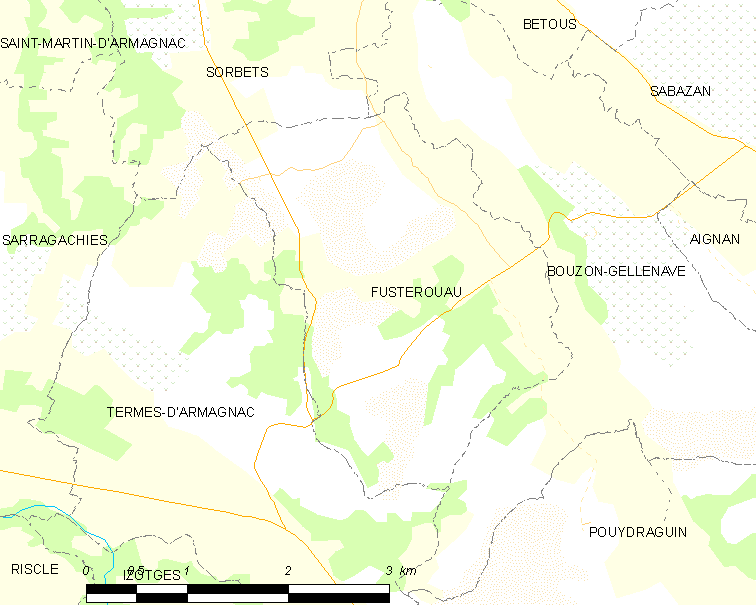
菲斯泰鲁欧的OSM定位图

菲斯泰鲁欧的时区为UTC+01:00、UTC+02:00（夏令时）。

## 行政
菲斯泰鲁欧的邮政编码为32400，INSEE市镇编码为32135。

## 政治
菲斯泰鲁欧所属的省级选区为热尔阿杜尔县。

## 人口

1962-2008年间菲斯泰鲁欧人口变化图示

菲斯泰鲁欧于2022年1月1日时的人口数量为130人。